# Barcelona Open 2014 - Qualificazioni singolare
Le qualificazioni del singolare  del Barcelona Open 2014 sono state un torneo di tennis preliminare per accedere alla fase finale della manifestazione. I vincitori dell'ultimo turno sono entrati di diritto nel tabellone principale. In caso di ritiro di uno o più giocatori aventi diritto a questi sono subentrati i lucky loser, ossia i giocatori che hanno perso nell'ultimo turno ma che avevano una classifica più alta rispetto agli altri partecipanti che avevano comunque perso nel turno finale.

## Teste di serie
1. Dominic Thiem (qualificato)
2. Stéphane Robert (ultimo turno)
3. Evgenij Donskoj (ultimo turno)
4. Peter Gojowczyk (primo turno, ritirato)
5. Andrej Kuznecov (qualificato)
6. Jesse Huta Galung (ultimo turno)

1. Andreas Beck (qualificato)
2. Marsel İlhan (qualificato)
3. Thomas Fabbiano (primo turno)
4. Ante Pavić (primo turno)
5. Márton Fucsovics (ultimo turno)
6. Matteo Viola (qualificato)

### Qualificati
1. Dominic Thiem
2. Andreas Beck
3. Matteo Viola

1. Marc López
2. Andrej Kuznecov
3. Marsel İlhan

## Tabellone

### Legenda
| - Q = Qualificato - WC = Wild card - LL = Lucky loser | - ALT = Alternate - SE = Special Exempt - PR = Protected Ranking | - w/o = Walkover - r = Ritirato - d = Squalificato |

### Sezione 1
|  | Primo turno | Primo turno      | Primo turno   | Primo turno | Primo turno |  |  | Ultimo turno | Ultimo turno     | Ultimo turno     | Ultimo turno | Ultimo turno |  |
|  |             |                  |               |             |             |  |  |              |                  |                  |              |              |  |
|  | 1           | Dominic Thiem    | Dominic Thiem | 6           | 6           |  |  |              |                  |                  |              |              |  |
|  |             | Steven Diez      | Steven Diez   | 3           | 3           |  |  | 1            | Dominic Thiem    | Dominic Thiem    | 7            | 6            |  |
|  | Alt         | Boy Westerhof    | 4             | 6           | 3           |  |  | 11           | Márton Fucsovics | Márton Fucsovics | 5            | 3            |  |
|  | 11          | Márton Fucsovics | 6             | 3           | 6           |  |  |              |                  |                  |              |              |  |

### Sezione 2
|  | Primo turno | Primo turno         | Primo turno         | Primo turno | Primo turno |  |  | Ultimo turno | Ultimo turno    | Ultimo turno | Ultimo turno | Ultimo turno |  |
|  |             |                     |                     |             |             |  |  |              |                 |              |              |              |  |
|  | 2           | Stéphane Robert     | Stéphane Robert     | 6           | 7           |  |  |              |                 |              |              |              |  |
|  |             | Enrique López-Pérez | Enrique López-Pérez | 4           | 5           |  |  | 2            | Stéphane Robert | 6            | 4            | 5            |  |
|  |             | Flavio Cipolla      | Flavio Cipolla      | 4           | 4           |  |  | 7            | Andreas Beck    | 4            | 6            | 7            |  |
|  | 7           | Andreas Beck        | Andreas Beck        | 6           | 6           |  |  |              |                 |              |              |              |  |

### Sezione 3
|  | Primo turno | Primo turno             | Primo turno             | Primo turno | Primo turno |  |  | Ultimo turno | Ultimo turno    | Ultimo turno    | Ultimo turno | Ultimo turno |  |
|  |             |                         |                         |             |             |  |  |              |                 |                 |              |              |  |
|  | 3           | Evgenij Donskoj         | 63                      | 6           | 6           |  |  |              |                 |                 |              |              |  |
|  |             | Jordi Samper-Montana    | 7                       | 3           | 3           |  |  | 3            | Evgenij Donskoj | Evgenij Donskoj | 65           | 1            |  |
|  |             | Gerard Granollers Pujol | Gerard Granollers Pujol | 4           | 2           |  |  | 12           | Matteo Viola    | Matteo Viola    | 7            | 6            |  |
|  | 12          | Matteo Viola            | Matteo Viola            | 6           | 6           |  |  |              |                 |                 |              |              |  |

### Sezione 4
|  | Primo turno | Primo turno      | Primo turno | Primo turno | Primo turno |  |  | Ultimo turno | Ultimo turno     | Ultimo turno     | Ultimo turno | Ultimo turno |  |
|  |             |                  |             |             |             |  |  |              |                  |                  |              |              |  |
|  | 4           | Peter Gojowczyk  | 7           | 2           | 1r          |  |  |              |                  |                  |              |              |  |
|  | WC          | Marc López       | 64          | 6           | 4           |  |  | WC           | Marc López       | Marc López       | 7            | 6            |  |
|  |             | José Checa-Calvo | 6           | 3           | 7           |  |  |              | José Checa-Calvo | José Checa-Calvo | 5            | 2            |  |
|  | 10          | Ante Pavić       | 0           | 6           | 68          |  |  |              |                  |                  |              |              |  |

### Sezione 5
|  | Primo turno | Primo turno        | Primo turno        | Primo turno | Primo turno |  |  | Ultimo turno | Ultimo turno     | Ultimo turno     | Ultimo turno | Ultimo turno |  |
|  |             |                    |                    |             |             |  |  |              |                  |                  |              |              |  |
|  | 5           | Andrej Kuznecov    | Andrej Kuznecov    | 7           | 6           |  |  |              |                  |                  |              |              |  |
|  | WC          | Oriol Roca Batalla | Oriol Roca Batalla | 6           | 2           |  |  | 5            | Andrej Kuznecov  | Andrej Kuznecov  | 6            | 7            |  |
|  |             | Lorenzo Giustino   | 2                  | 6           | 6           |  |  |              | Lorenzo Giustino | Lorenzo Giustino | 4            | 5            |  |
|  | 9           | Thomas Fabbiano    | 6                  | 3           | 1           |  |  |              |                  |                  |              |              |  |

### Sezione 6
|  | Primo turno | Primo turno       | Primo turno       | Primo turno | Primo turno |  |  | Ultimo turno | Ultimo turno      | Ultimo turno      | Ultimo turno | Ultimo turno |  |
|  |             |                   |                   |             |             |  |  |              |                   |                   |              |              |  |
|  | 6           | Jesse Huta Galung | Jesse Huta Galung | 6           | 6           |  |  |              |                   |                   |              |              |  |
|  | WC          | Pol Toledo Bague  | Pol Toledo Bague  | 4           | 1           |  |  | 6            | Jesse Huta Galung | Jesse Huta Galung | 3            | 3            |  |
|  | WC          | Juan Lizariturry  | 2                 | 6           | 4           |  |  | 8            | Marsel İlhan      | Marsel İlhan      | 6            | 6            |  |
|  | 8           | Marsel İlhan      | 6                 | 2           | 6           |  |  |              |                   |                   |              |              |  |